# Sao xung miligiây

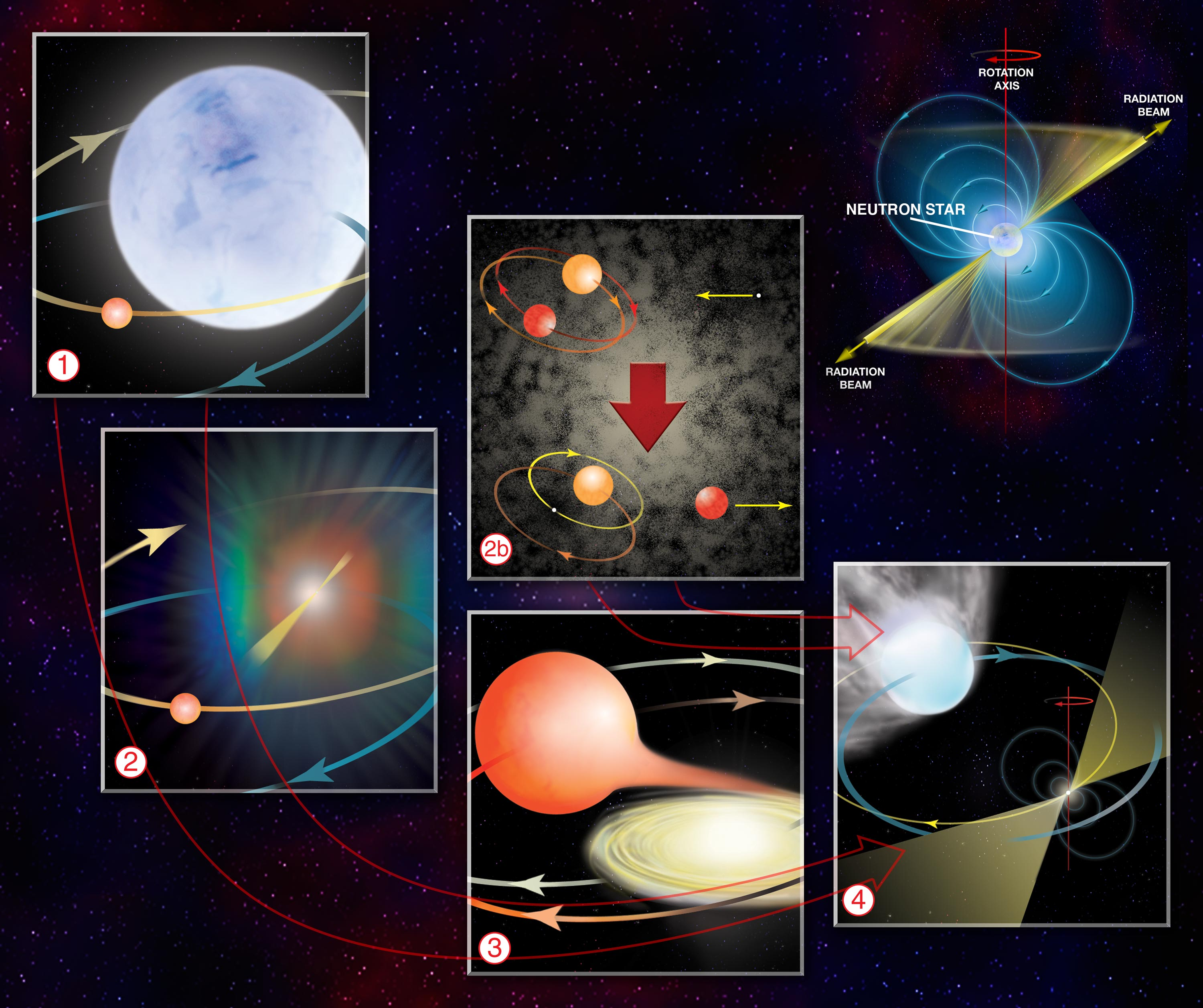
Sơ đồ này cho thấy các bước mà các nhà thiên văn học cho rằng cần thiết để tạo ra một ẩn tinh có tốc độ quay cực nhanh.
1. Một ngôi sao siêu khổng lồ và một ngôi sao giống Mặt trời “bình thường” quay quanh nhau.
2. Ngôi sao khổng lồ phát nổ, để lại một ẩn tinh, cuối cùng quay chậm lại, tắt đi và trở thành sao neutron nguội dần.
3. Ngôi sao giống Mặt trời cuối cùng nở ra, làm đổ vật chất lên sao neutron. Sự "bồi tụ" này làm tăng tốc độ quay của sao neutron.
4. Quá trình bồi tụ kết thúc, sao neutron được "tái chế" thành sao xung miligiây. Nhưng trong một cụm sao cầu dày đặc (2b)... Những ngôi sao có khối lượng thấp nhất bị đẩy ra, những ngôi sao bình thường còn lại tiến hóa và kịch bản "tái chế" (3-4) diễn ra, tạo ra nhiều sao xung mili giây.

Một sao xung miligiây, millisecond pulsar (MSP) là một sao xung với một chu kỳ thời gian quay trong phạm vi khoảng 1-10 mili giây. Các sao xung miligiây đã được phát hiện bằng các khoảng sóng radio, tia X, và tia gamma của quang phổ điện từ. Lý thuyết dẫn đầu về nguồn gốc của sao xung mili giây cho rằng chúng là các ngôi sao neutron cũ, quay rất nhanh được tăng tốc hoặc "tái chế" thông qua sự bồi tụ vật chất từ một ngôi sao đồng hành trong một hệ thống đôi ở gần. Vì lý do này, các sao xung mili giây đôi khi được gọi là các sao xung tái chế.
Các sao xung milligiây được cho là liên quan đến các hệ sao đôi tia X khối lượng thấp. Người ta cho rằng các tia X trong các hệ thống này được phát ra bởi đĩa bồi tích của một sao neutron được tạo ra bởi các lớp bên ngoài của một ngôi sao đồng hành đã tràn lên thùy Roche của nó. Việc chuyển đổi moment động lượng từ sự kiện bồi tụ này về mặt lý thuyết có thể làm tăng tốc độ quay của pulsar lên hàng trăm lần một giây, như đã được quan sát trong các sao xung milli giây.
Tuy nhiên, đã có bằng chứng gần đây cho thấy mô hình tiến hóa tiêu chuẩn không giải thích được sự tiến triển của tất cả các sao xung milligiây, đặc biệt là các sao xung milligiây trẻ với từ trường tương đối cao, ví dụ:. PSR B1937+21. Bülent Kiziltan và S. E. Thorsett cho thấy các sao xung mili giây khác nhau phải được tạo ra bởi ít nhất hai quá trình khác biệt. Nhưng bản chất của quá trình kia vẫn còn là một bí ẩn.

The stellar grouping Terzan 5

Nhiều sao xung milligiây được tìm thấy trong các cụm sao cầu. Điều này phù hợp với lý thuyết spin-up của sự hình thành của chúng, vì mật độ sao cực cao của các cụm này cho thấy một khả năng có một sao xung có (hoặc bắt được) một ngôi sao khổng lồ tăng lên. Hiện tại có khoảng 130 sao xung mili giây được biết đến trong các cụm sao cầu. Riêng cụm sao cầu Terzan 5 đã có 33 sao xung nói trên, theo sau là cụm sao 47 Tucanae với 22 và hai cụm sao M28 và M15 với 8 sao xung mỗi cụm.
Các sao xung milligiây, với cơ chế hẹn giờ với độ chính xác cao, là các đồng hồ tốt hơn các đồng hồ nguyên tử tốt nhất của năm 1997. Điều này cũng làm cho chúng rất nhạy cảm với các thay đổi trong môi trường của chúng. Ví dụ, bất cứ thứ gì đặt trong quỹ đạo xung quanh chúng gây ra các hiệu ứng Doppler đều đặn trong  khoảng thời gian sao xung đưa tín hiệu đến Trái Đất, sau đó thông tin này có thể được phân tích để tiết lộ sự hiện diện của vật thể đồng hành và, với đủ dữ liệu, cung cấp phép đo chính xác quỹ đạo và khối lượng của đối tượng. Kỹ thuật này nhạy cảm đến mức thậm chí các vật thể nhỏ như các tiểu hành tinh có thể được phát hiện nếu chúng xuất hiện xung quanh một sao xung milli giây. Các hành tinh ngoài Hệ mặt trời được xác nhận đầu tiên, được phát hiện ra một vài năm trước khi phát hiện ra các hành tinh ngoài Trái Đất đầu tiên xung quanh các ngôi sao bình thường giống như Mặt Trời, được tìm thấy trong quỹ đạo xung quanh một sao xung milli giây, PSRB1257+12. Những hành tinh này đã tồn tại trong nhiều năm với tư cách các vật thể mà có khối lượng ngang với Trái Đất duy nhất được biết bên ngoài hệ Mặt Trời. Một trong các hành tinh này, PSR B1257+12 D, có một khối lượng thậm chí còn nhỏ hơn, tương đương với Mặt Trăng của chúng ta, và ngày nay vẫn là vật thể nhỏ nhất được biết đến vượt ra ngoài Hệ Mặt trời.